# Temnaspis discolineata
Temnaspis discolineata es una especie de coleóptero de la familia Megalopodidae.

## Distribución geográfica
Habita en los territorios que antes se llamaban Siam (Asia).